# Gruffy
Gruffy és un municipi francès situat al departament de l'Alta Savoia i a la regió d'Alvèrnia-Roine-Alps. L'any 2007 tenia 1.390 habitants.

## Demografia

### Població
El 2007 la població de fet de Gruffy era de 1.390 persones. Hi havia 503 famílies de les quals 107 eren unipersonals (48 homes vivint sols i 59 dones vivint soles), 150 parelles sense fills, 218 parelles amb fills i 28 famílies monoparentals amb fills.
La població ha evolucionat segons el següent gràfic:
Habitants censats

### Habitatges
El 2007 hi havia 582 habitatges, 511 eren l'habitatge principal de la família, 36 eren segones residències i 36 estaven desocupats. 445 eren cases i 137 eren apartaments. Dels 511 habitatges principals, 417 estaven ocupats pels seus propietaris, 77 estaven llogats i ocupats pels llogaters i 17 estaven cedits a títol gratuït; 4 tenien una cambra, 47 en tenien dues, 84 en tenien tres, 115 en tenien quatre i 261 en tenien cinc o més. 467 habitatges disposaven pel capbaix d'una plaça de pàrquing. A 177 habitatges hi havia un automòbil i a 305 n'hi havia dos o més.

### Piràmide de població
La piràmide de població per edats i sexe el 2009 era:
| Homes | Edats   | Dones |
| ----- | ------- | ----- |
| 0     | 95 o +  | 9     |
| 1     | 90 a 94 | 14    |
| 4     | 85 a 89 | 22    |
| 5     | 80 a 84 | 19    |
| 7     | 75 a 79 | 12    |
| 30    | 70 a 74 | 22    |
| 16    | 65 a 69 | 24    |
| 27    | 60 a 64 | 13    |
| 29    | 55 a 59 | 32    |
| 34    | 50 a 54 | 22    |
| 38    | 45 a 49 | 23    |
| 41    | 40 a 44 | 57    |
| 56    | 35 a 39 | 34    |
| 41    | 30 a 34 | 56    |
| 37    | 25 a 29 | 37    |
| 38    | 20 a 24 | 23    |
| 42    | 15 a 19 | 31    |
| 36    | 10 a 14 | 51    |
| 45    | 5 a 9   | 53    |
| 39    | 0 a 4   | 42    |

## Economia
El 2007 la població en edat de treballar era de 874 persones, 694 eren actives i 180 eren inactives. De les 694 persones actives 656 estaven ocupades (351 homes i 305 dones) i 38 estaven aturades (18 homes i 20 dones). De les 180 persones inactives 58 estaven jubilades, 75 estaven estudiant i 47 estaven classificades com a «altres inactius».

### Ingressos
El 2009 a Gruffy hi havia 513 unitats fiscals que integraven 1.403,5 persones, la mediana anual d'ingressos fiscals per persona era de 22.810 €.

### Activitats econòmiques
Dels 61 establiments que hi havia el 2007, 4 eren d'empreses alimentàries, 14 d'empreses de construcció, 10 d'empreses de comerç i reparació d'automòbils, 2 d'empreses de transport, 5 d'empreses d'hostatgeria i restauració, 1 d'una empresa financera, 2 d'empreses immobiliàries, 8 d'empreses de serveis, 9 d'entitats de l'administració pública i 6 d'empreses classificades com a «altres activitats de serveis».
Dels 24 establiments de servei als particulars que hi havia el 2009, 1 era una oficina de correu, 2 tallers de reparació d'automòbils i de material agrícola, 1 guixaire pintor, 6 fusteries, 5 lampisteries, 1 electricista, 2 perruqueries, 3 restaurants, 2 agències immobiliàries i 1 saló de bellesa.
Dels 4 establiments comercials que hi havia el 2009, 2 eren fleques, 1 una fleca i 1 una peixateria.
L'any 2000 a Gruffy hi havia 13 explotacions agrícoles que ocupaven un total de 666 hectàrees.

## Equipaments sanitaris i escolars
El 2009 hi havia 1 escola maternal i 1 escola elemental.

## Poblacions més properes
El següent diagrama mostra les poblacions més properes.